# Ede Bartay
Bartay Ede (Pest, 6 d'octubre, 1825 – Budapest, 31 d'agost, 1901), va ser compositor i professor de piano, fill d'András Bartay.

## Biografia
El 1848-1849, va ser funcionari ministerial, obligat a amagar-se després de la derrota de la Guerra de la Independència, i després va treballar com a professor de piano. El 1863, va fundar la Societat d'Ajuda als Músics que Viuen a Magyarhon. El 1874, va ser el vicepresident de la Societat Nacional de la Cançó Hongaresa, després el seu president entre 1880 i 1891. El 1875, esdevingué el director de la Música Nacional. Entre les seves obres hi ha algunes obres orquestrals, va escriure diverses peces per a piano, que, segons la moda de l'època, eren peces de saló i ball (chárdás). La seva publicació de la col·lecció titulada 30 peces musicals hongareses originals (1860) conté les obres de famosos compositors hongaresos de principis del segle XIX.